# Łaziska (powiat łaski)
Łaziska – nieistniejąca obecnie kolonia, która w 1921 r. należała do gminy Dąbrowa Widawska w powiecie łaskim, w województwie łódzkim.
Łaziska znajdowały się przy drodze prowadzące z Burzenina do Widawy na północ od Kolonii Dąbrowa Widawska i na południe od Świerczowa.
Według danych ze spisu powszechnego z 30 września 1921 r. kolonia liczyła 3 mieszkańców (1 mężczyzna i 2 kobiety), którzy mieszkali w jednym budynku. Wszyscy zadeklarowali wyznanie rzymskokatolickie i narodowość polską.